# بل‌واروش-لیپوت‌واروش
بِل‌واروش-لیپوت‌واروش (به مجاری:  Belváros-Lipótváros) ناحیهٔ ۵ از ۲۳ ناحیهٔ بوداپست در قلب آن است و از دو قسمت تاریخی مجاور به نامهای بل‌واروش (مرکز شهر) و لیپوت‌واروش (شهر لئوپولد) تشکیل شده و مرکز سیاسی، اقتصادی، تجاری و توریستی شهر قلمداد می‌شود. بِل‌واروش-لیپوت‌واروش ۲٫۵۹ کیلومتر مربع مساحت و ۲۶٬۲۸۴ نفر جمعیت دارد.

## خواهرخوانده
باچکا توپولا در صربستان، شارلوتنبورگ-ویلمرسدورف ناحیه ۵ برلین، گئورگه در رومانی، ناحیهٔ ۱ کراکوف، موندراگونه در ایتالیا، ناحیه پراگه ۲، راخیف، رژنیاوا و ریمِته‌آ در رومانی خواهرخوانده‌های بِل‌واروش-لیپوت‌واروش هستند.